# Bergdwerglijster
De bergdwerglijster (Catharus frantzii) is een vogelsoort uit de familie lijsters (Turdidae).

## Verspreiding en leefgebied
Deze soort komt voor van zuidelijk Mexico tot Panama en telt 8 ondersoorten:
- Catharus frantzii omiltemensis: zuidwestelijk Mexico.
- Catharus frantzii nelsoni: zuidelijk centraal Mexico.
- Catharus frantzii chiapensis: van zuidelijk Mexico tot westelijk Guatemala.
- Catharus frantzii alticola: van zuidoostelijk Chiapas (zuidelijk Mexico) tot zuidelijk Guatemala.
- Catharus frantzii juancitonis: El Salvador en Honduras.
- Catharus frantzii waldroni: noordelijk Nicaragua.
- Catharus frantzii frantzii: Costa Rica.
- Catharus frantzii wetmorei: westelijk Panama.